# Gli strilloni
Gli strilloni (Newsies) è un film-musical, prodotto dalla Disney nel 1992, diretto da Kenny Ortega, con le musiche scritte da Alan Menken.

## Trama
La storia si basa su fatti realmente accaduti alla fine dell'800 a New York.
Capitanati dall'intraprendente e carismatico diciassettenne Jack "Cowboy" Kelly, gli strilloni del New York World decidono di ribellarsi alla sovrattassa imposta dall'editore Joseph Pulitzer e si riuniscono in un sindacato, organizzando uno sciopero.
Aiutato da altri suoi compagni, tra cui i fratelli Jacobs, il reporter Bryan Denton e l'artista di vaudeville Medda Larkson, Jack guiderà la protesta che porterà alla vittoria sull'editore newyorkese.

## Produzione
Inizialmente concepito come un dramma, il film venne trasformato in musical poco prima dell'inizio della lavorazione. Lo stesso protagonista Christian Bale, scoprì di essere in un film musicale solo dopo aver firmato il contratto.
Agli inizi del febbraio 1991, la maggior parte del cast iniziò la fase di preparazione delle coreografie (coordinate dallo stesso regista Kenny Ortega) e la pre-registrazione delle canzoni. Il premio Oscar Howard Ashman, inizialmente assunto per scrivere i numeri musicali assieme al compositore Alan Menken, dovette cedere il posto a Jack Feldman a causa di complicazioni dovute all'AIDS e morì tragicamente a New York a un mese dall'inizio delle riprese.
Le riprese del film iniziarono nei Walt Disney Studios di Burbank il 15 aprile 1991 e terminarono sedici settimane dopo, il 31 luglio.

## Uscita
La prima del film avvenne al The Captain Theatre di Hollywood. Annunciato come il primo film live action della Disney dopo Pomi d'ottone e manici di scopa del 1971, Gli strilloni venne lanciato nelle sale americane il 10 aprile 1992 (curiosamente il 145º anniversario della nascita di Joseph Pulitzer) in 1223 sale. Nonostante le aspettative, il film debuttò al tredicesimo posto in classifica, con un incasso di solo 1,232,000 dollari. A fine programmazione, il film totalizzò solamente 2,819,000 dollari, a fronte di 15 milioni di budget.
Fu grazie alla successiva uscita in home video, che il film recuperò le spese, incassando oltre 18 milioni di dollari in noleggi più altri milioni nel corso del tempo con la vendita della VHS.. Nel corso del tempo, il film è diventato un piccolo cult con un grande seguito di ammiratori.

## Accoglienza
La critica non fu molto favorevole. Il New York Times scrisse: «Le premesse per Gli strilloni non sono mai state molto allettanti ma il vero problema del film sta nella sua insensata e triste realizzazione», aggiungendo come «ben pochi interpreti hanno occasione di brillare visto che il concetto di 'fascino' in questo film è totalmente fuorviato». Per Variety il giovane protagonista Christian Bale risultava essere «una figura carismatica, con una miscela irresistibile di impudenza e vulnerabilità» ma criticò il cast di adulti, sottolineando inoltre come il personaggio di Ann-Margret (unico personaggio femminile assieme alla Sarah Jacobs interpretata dalla giovane Ele Keats) sembrasse forzatamente inserito per dare solo un tocco di femminilità in «un cast quasi puramente maschile». Criticò inoltre i testi delle canzoni («banali e dimenticabili»), sottolineando come non fossero all'altezza di quelli dello scomparso Howard Ashman. Roger Ebert del Chicago Sun-Times criticò «i numerosi cliché» della storia e l'impossibilità del giovane pubblico di identificarsi con i personaggi: «Nonostante il materiale ruoti intorno a giovani protagonisti, non si è fatto nessuno sforzo per mostrare le loro vite in maniera tale per cui i bambini di oggi si possano identificare. Il film deve sembrargli strano quanto un film straniero» Il Washington Post accusò Kenny Ortega di non essere mai riuscito «a far decollare il film» e sottolineò come «il giovane cast di sconosciuti [non fosse] all'altezza».
Nonostante le recensioni negative, nel 1993 il film ottenne una candidatura agli Annual Youth in Film Awards (poi diventati Young Artist Award): Christian Bale, David Moscow, Luke Edwards, Max Casello, Marty Belafsky, Arvie Lowe Jr., Aaron Lohr, Trey Parker, Gabriel Damon, Shon Greenblatt e Ele Keats (unica ragazza in un cast quasi totalmente maschile) vennero nominati nella categoria Miglior Ensemble Cast in un Lungometraggio ma vennero battuti dal giovane cast di Hook - Capitan Uncino. 
Una frase tratta dalla versione musical del film ("A barber shop haircut that costs a quarter") è stata resa un meme all'inizio di maggio 2025 sulle piattaforme social Tiktok e Instagram.

## Adattamento musicale
Nel 2012 è debuttato a Broadway il musical Newsies, tratto dal film Gli strilloni. La colonna sonora del musical è firmata da Alan Menken.

## Reunion
Il 1º aprile 2015, in occasione della trasferta californiana del musical di Broadway, venne organizzata una proiezione del film al The Captain Theatre di Hollywood, dove 23 anni prima era avvenuta la prima mondiale. Oltre ai membri del cast dello spettacolo teatrale, vennero invitati anche il regista del film Kenny Ortega e alcuni tra gli interpreti originali, tra cui David Moscow, Luke Edwards, Ele Keats e Shon Greenblatt.

## Riconoscimenti
- Razzie Awards
  - Razzie Awards alla peggior canzone originale per High Times, Hard Times di Alan Menken e Jack Feldman